# 京都北都信用金庫
京都北都信用金庫（きょうとほくとしんようきんこ）は、京都府宮津市に本店を置く信用金庫。全国の現存する信用金庫で3番目に古い歴史をもっている。

## 歴史
京都北都信用金庫という名称の信用金庫は、1996年（平成8年）に宮津市に本店をおく北京都信用金庫、峰山に本店をおいていた丹後中央信用金庫、網野信用金庫（本店：網野町）および丹後の名産品で全国的に有名な丹後ちりめんの多くの業者が組合員になっている丹後織物信用組合という、舞鶴市を除く丹後地区の4つの信用金庫・信用組合が、吸収合併をするとともに、存続金庫である北京都信用金庫がその名称を変更したことにより誕生した。その当時の預金高は約2,830億円であった。
2001年（平成13年）初めには舞鶴市に強力な地盤を有していた東舞鶴信用金庫（本店：舞鶴市/預金高1,584億円）、舞鶴信用金庫（舞鶴市/1,014億円）、丹波地方に地盤を有する福知山信用金庫（福知山市/2,170億円）および綾部信用金庫（綾部市/910億円）と合併協議がもたれ、金融ビッグバンに備えて体力強化で意見が一致し、また自己資本比率や預金高で他庫を上回っていた京都北都信用金庫が本店と庫名を残すことで合意し、2002年（平成14年）11月5日に京都北都信用金庫を存続金庫として吸収合併し、新たな北都信金が誕生した。

### 年表
- 1901年（明治34年）：保証責任宮津信用組合として発足。
- 1943年（昭和18年）：市街地信用組合に改組。
- 1951年（昭和26年）：中小企業等協同組合法に基づき信用協同組合に改組。
- 1951年（昭和26年）：信用金庫法に基づき宮津信用金庫に改組。
- 1970年（昭和45年）：岩滝信用金庫と合併し、北京都信用金庫に名称変更。
- 1996年（平成8年）：丹後織物信用組合、丹後中央信用金庫および網野信用金庫と吸収合併し、京都北都信用金庫に名称変更。
- 1998年（平成10年）：京都共栄銀行宮津支店の営業を譲り受ける。
- 2002年（平成14年）：東舞鶴信用金庫、舞鶴信用金庫、福知山信用金庫および綾部信用金庫と吸収合併。
- 2024年（令和6年）9月24日 : この日から磁気の影響を受けにくい新しい通帳（Hi-Co通帳）を取扱開始した(Hi-Co通帳に対応していない信用金庫ATMではHi-Co通帳は使えない。)[1]。

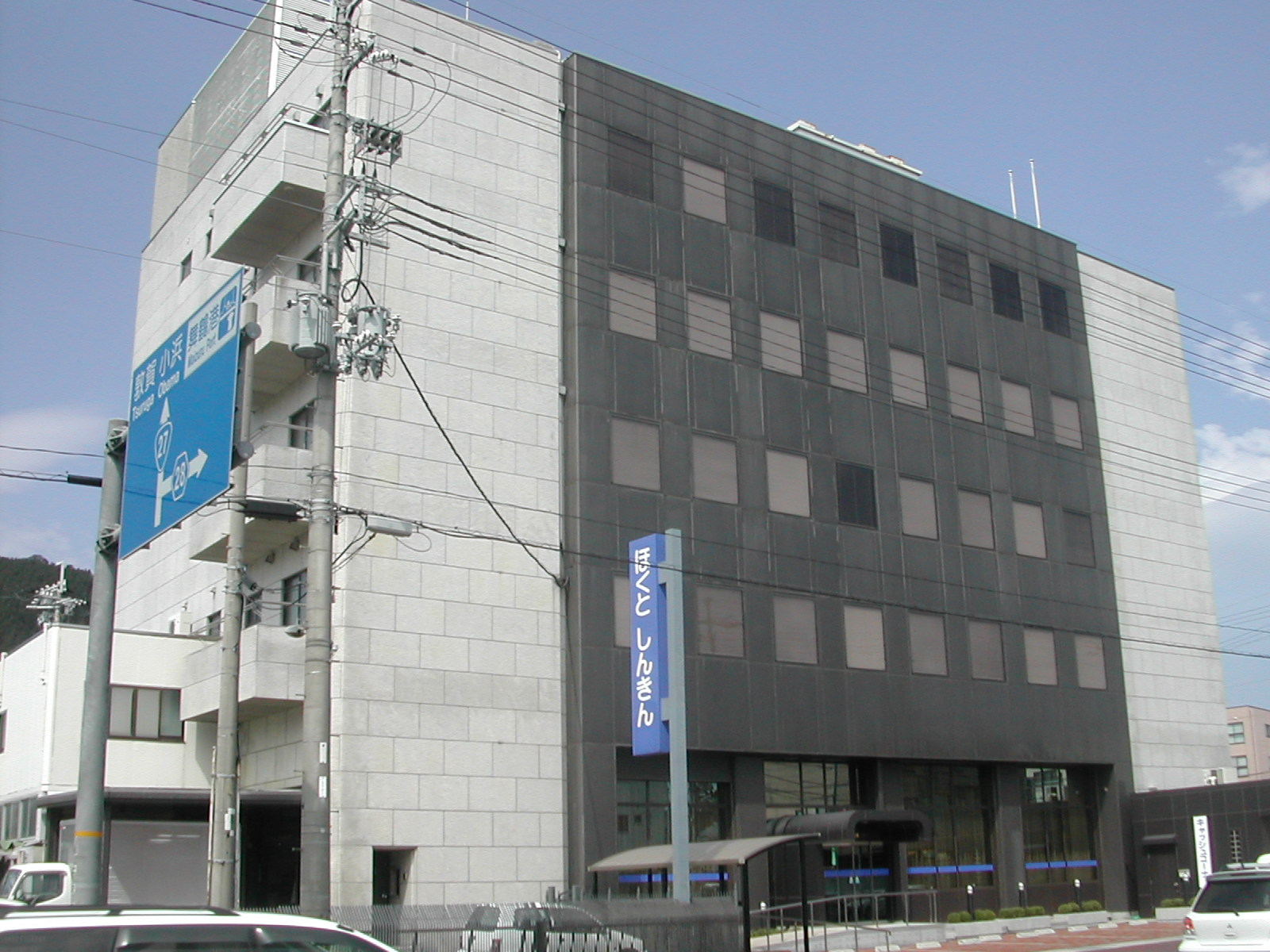
旧舞鶴信用金庫本店（現・舞鶴中央支店）
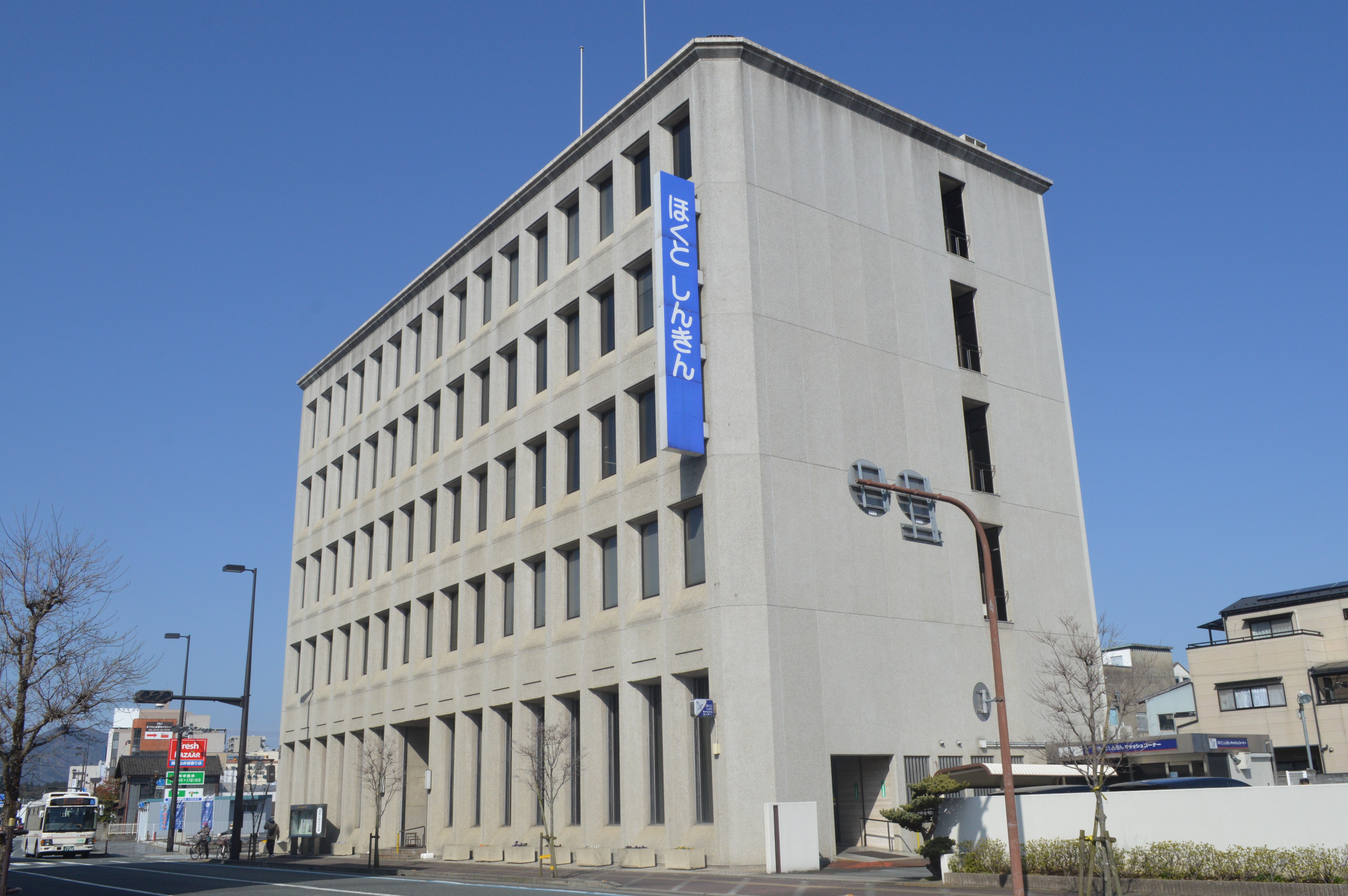
福知山中央支店

## 歴代理事長
- 細見壽彦　（元京都北都信用金庫理事長）　2002年 - 2011年6月
- 森屋松吉　（元財務省近畿財務局管財部長）2011年 - 2020年6月
- 吉田英都　（元財務省北海道財務局長）　　2020年 - 2022年9月
- 藤原健司　（専務理事）　　　　　　　　　2022年 -

## 営業範囲

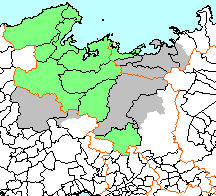
京都北都信用金庫の営業エリア。緑色の地域が支店があり、灰色は支店なし。

### 支店営業地区
- 宮津市／舞鶴市／京丹後市／綾部市／福知山市／亀岡市
- 与謝郡／船井郡／大飯郡（高浜町）／丹波市

### 支店配置外営業区域
- 京都市（旧京北町内）／小浜市／丹波篠山市／朝来市／豊岡市
- 大飯郡（おおい町）／南丹市／三方上中郡

## 支店網
店舗・ATMのご案内を参照。

### 店舗の新設・統合
- 2005年（平成17年）12月 - 舞鶴港支店（舞鶴市）を新設
- 2012年（平成24年）3月 - 由良出張所（宮津市）を本店営業部に統合し廃止
- 2012年（平成24年）3月 - 野中出張所（京丹後市）を久美浜支店に統合し廃止
- 2013年（平成25年）2月 - イオン福知山出張所（福知山市）を篠尾支店に統合し廃止
- 2013年（平成25年）9月 - 栗田出張所（宮津市）を本店営業部に統合し廃止
- 2013年（平成25年）9月 - 堀支店（福知山市）を岡ノ町支店に統合し廃止
- 2013年（平成25年）9月 - 石原支店（福知山市）を前田支店に統合し廃止
- 2020年（令和2年）11月 - 市場出張所（舞鶴市）を東舞鶴中央支店に統合し廃止
- 2021年（令和3年）  2月 - 舞鶴港支店（舞鶴市）を舞鶴中央支店に統合し廃止
- 2021年（令和3年）  7月 - 六人部支店（福知山市）を前田支店の店舗内に移転し、事実上廃止
- 2021年（令和3年）  8月 - 岡ノ町支店（福知山市）を福知山中央支店の店舗内に移転し、事実上廃止
- 2022年（令和4年）  3月 - 丹波支店（兵庫県丹波市）を新設
- 2025年（令和7年）  3月 - 馬堀支店（亀岡市）を亀岡支店の店舗内に移転し、事実上廃止

## 本部組織
・本部（宮津市）
・大宮事務センター（大宮支店に併設）
・舞鶴事務センター（舞鶴中央支店に併設）
・福知山事務センター（福知山中央支店に併設）

## 子会社
・ほくとメールサービス株式会社
　・本社・舞鶴営業所・大宮営業所

## 略称
京都北都信用金庫には現在、統一された略称は存在していない。しかし舞鶴を除く丹後地方では旧北京都信用金庫の略称が「きたしん」であったため、「きたしん」や「ほくとしんきん」という略称が幅広く定着している一方、中丹地方を中心に「ほくしん」という略称も使用される事もある。公式ホームページ上や一般的な会話のなかでは「ほくと」と表記される場合が多い。

## ATMについて
京都北都信用金庫のATM・CD（他の金融機関との共同ATM・CDを除く）では、他の信用金庫のキャッシュカードでも、しんきんATMゼロネットサービスにより平日8時45分 - 18時00分の入出金、土曜9時00分 - 14時00分の出金に限り手数料が無料となる。